# Zeghanghane
Zeghanghane (en àrab أزغنغان, Azḡanḡān; en amazic ⴰⵣⵖⴰⵏⵖⴰⵏ, Azɣenɣan o Azghenghan) és un municipi de la província de Nador, a la regió de L'Oriental, al Marroc. Segons el cens de 2014 tenia una població total de 34.025 persones. Durant el protectorat espanyol del Marroc s'anomenava Sengangan.

## Història
Azɣenɣan és una paraula amaziga que significa ‘fortalesa’. És un dels primers assentaments coneguts a la regió oriental del Rif. Zeghanghane va tenir un paper important en totes les guerres d'invasió espanyola a la regió a partir de la primera Guerra del Rif (1893). La segona Guerra del Rif (1909), en realitat va començar des d'aquesta localitat sota el lideratge d'una figura local, Mohamed Amezyan. La ciutat també va ser testimoni i va tenir un paper en l'última Guerra del Rif (1920) i va ser part de la República del Rif fins al col·lapse d'aquesta última en 1926.